# Historia de la locura en la época clásica
Historia de la locura en la época clásica (título original en francés: Folie et déraison. Histoire de la folie à l'âge classique) es un voluminoso ensayo considerado la primera gran obra del filósofo francés Michel Foucault. Aborda la visión de la sociedad occidental sobre la locura en diferentes etapas: el renacimiento, la edad clásica (siglos de la Ilustración, finales del XVI y casi la totalidad del XVIII), y la experiencia más contemporánea. Fue publicado por primera vez en 1961.

## Temas principales de la obra

### Una exclusión en reemplazo de otra
Foucault comienza con un análisis de la Edad Media, señalando en particular cómo los leprosos fueron conducidos fuera de la compañía de los sanos. Existían tal vez 19 000 colonias de leprosos en toda la cristiandad, basando esta precisión en Mateo de París. Se plantea el problema de quién se convertirá en el leproso, una vez que la lepra haya desaparecido: "[...] se mantienen las mismas estructuras. En los mismos lugares a menudo la exclusión se repetiría, extrañamente similares dos o tres siglos más tarde". A partir de ahí, Foucault traza la evolución de la historia sobre la idea occidental de la enfermedad mental desde el siglo XV, donde el loco era considerado como portador de cierta sabiduría, hasta el momento en que tanto el loco como el delincuente y todos los marginados de la sociedad van a ocupar ese espacio dejado por los leprosos, de apestados sociales, llevando al aumento de las prisiones en la Francia del siglo XVII. Ejemplo de ello es el dictado de un decreto en 1656 para la construcción de un "Hospital General", que serviría como lugar de internamiento no solo para los tontos, sino también para los pobres y los delincuentes. El lugar será a la vez centro de represión de lo considerado por la racionalidad como irracional, y que no tiene cabida en el mundo planteado por el pensamiento racionalista de la Ilustración.

### La internación de los locos, los herejes, los delincuentes y libertinos
Existían muchos lugares reservados sólo para los "tontos" como el Hotel Dieu, que acogía solamente a los locos, o el Londres Bethlem, donde aceptaban una única serie de "locos". Cuando se internaban tan solo a los "locos", es de hecho una prueba de que al menos se realizaba una determinación médica, lo cual no es el caso de lo que ocurría en otros lugares. Por otra parte, Foucault sugiere que la confusión que se aprecia en el internamiento es una visión que no es "justa", ya que se refiere a la época clásica desde una mirada contemporánea, y es por lo tanto más entender no un error de la edad clásica, sino una exclusión "experiencia perfecta", "señales positivas" o "conciencia positiva."
Yendo más lejos, Foucault señala que los refugios reservados para los tontos no son nuevos en la época clásica. La novedad que presenta este tiempo, esos son los lugares que mezclan loco y otros, la caridad y la represión. De hecho, Foucault afirma la existencia de hospitales dedicados a la locura: en Fez, en el siglo VII, en Bagdad en el siglo XII, y El Cairo en el siglo siguiente.

### Enfermedad del alma
Foucault presta gran atención a la manera en que el estatus de un loco pasa de ser de aceptado si no reconocido en el orden social, al de un excluido, confinado y encerrado dentro de cuatro paredes.
Examina también las diferentes formas y los intentos para tratar a los locos, sobre todo la obra de Philippe Pinel y Samuel Tuke. Muestra claramente los tratamientos aplicados por estos dos hombres no menos autoritarios que sus predecesores. El asilo y los métodos de Tuke consistían principalmente en el castigo de los individuos reconocidos como "locos" hasta que aprendieran a actuar con normalidad, lo que condujo a que se comportasen de manera sumisa y se ajustaran a las normas aceptadas. Del mismo modo, el tratamiento del "loco" por Pinel parece haber sido una versión extendida de la terapia de aversión, donde incluía los tratamientos como la ducha de hielo y el uso de las camisas de fuerza. Para Foucault, este tipo de tratamiento sólo consistía en brutalizar al paciente repetidamente hasta que quedara integrado en la estructura del juicio y el castigo.